# Loriges
Loriges és un municipi francès, situat al departament de l'Alier i a la regió d'Alvèrnia-Roine-Alps. L'any 2007 tenia 295 habitants.

## Demografia

### Població
El 2007 la població de fet de Loriges era de 295 persones. Hi havia 110 famílies de les quals 28 eren unipersonals (12 homes vivint sols i 16 dones vivint soles), 35 parelles sense fills, 39 parelles amb fills i 8 famílies monoparentals amb fills.
La població ha evolucionat segons el següent gràfic:
Habitants censats

### Habitatges
El 2007 hi havia 142 habitatges, 117 eren l'habitatge principal de la família, 7 eren segones residències i 18 estaven desocupats. 140 eren cases i 1 era un apartament. Dels 117 habitatges principals, 80 estaven ocupats pels seus propietaris, 32 estaven llogats i ocupats pels llogaters i 4 estaven cedits a títol gratuït; 1 tenia una cambra, 1 en tenia dues, 11 en tenien tres, 48 en tenien quatre i 56 en tenien cinc o més. 78 habitatges disposaven pel capbaix d'una plaça de pàrquing. A 49 habitatges hi havia un automòbil i a 54 n'hi havia dos o més.

### Piràmide de població
La piràmide de població per edats i sexe el 2009 era:
| Homes | Edats   | Dones |
| ----- | ------- | ----- |
| 4     | 95 o +  | 0     |
| 0     | 90 a 94 | 4     |
| 0     | 85 a 89 | 0     |
| 4     | 80 a 84 | 0     |
| 4     | 75 a 79 | 4     |
| 0     | 70 a 74 | 8     |
| 8     | 65 a 69 | 12    |
| 4     | 60 a 64 | 0     |
| 4     | 55 a 59 | 0     |
| 4     | 50 a 54 | 4     |
| 8     | 45 a 49 | 8     |
| 4     | 40 a 44 | 16    |
| 16    | 35 a 39 | 8     |
| 28    | 30 a 34 | 16    |
| 4     | 25 a 29 | 20    |
| 4     | 20 a 24 | 4     |
| 32    | 15 a 19 | 4     |
| 12    | 10 a 14 | 8     |
| 16    | 5 a 9   | 28    |
| 8     | 0 a 4   | 4     |

## Economia
El 2007 la població en edat de treballar era de 183 persones, 141 eren actives i 42 eren inactives. De les 141 persones actives 128 estaven ocupades (65 homes i 63 dones) i 13 estaven aturades (6 homes i 7 dones). De les 42 persones inactives 16 estaven jubilades, 12 estaven estudiant i 14 estaven classificades com a «altres inactius».

### Ingressos
El 2009 a Loriges hi havia 128 unitats fiscals que integraven 337,5 persones, la mediana anual d'ingressos fiscals per persona era de 14.934 €.

### Activitats econòmiques
Dels 9 establiments que hi havia el 2007, 2 eren d'empreses de comerç i reparació d'automòbils, 1 d'una empresa d'hostatgeria i restauració, 2 d'empreses immobiliàries, 3 d'empreses de serveis i 1 d'una entitat de l'administració pública.
L'únic servei als particulars que hi havia el 2009 era un taller de reparació d'automòbils i de material agrícola.
L'any 2000 a Loriges hi havia 11 explotacions agrícoles que ocupaven un total de 704 hectàrees.

## Equipaments sanitaris i escolars
El 2009 hi havia una escola elemental integrada dins d'un grup escolar amb les comunes properes formant una escola dispersa.

## Poblacions més properes
El següent diagrama mostra les poblacions més properes.